# Parc d'Orunia
Le parc d'Orunia  (allemand Hoenepark), est l’un des plus grands parcs urbains de Gdańsk, voire le plus grand des parcs historiques. 
Il est situé sur le ruisseau d'Orunia (pl), à la frontière des quartiers (en) Orunia Górna-Gdańsk Południe (en) et Orunia-Św. Wojciech-Lipce.
Il fait partie du complexe naturel et paysager protégé La vallée du ruisseau d'Orunia,.

## Localisation
Le parc d'Orunia est situé dans la partie sud de la ville, à Orunia, dans la rue Nowiny 2. Il se trouve dans une vallée allant de Łostowice au canal de Radunia, qui borde le parc de l'est. Le ruisseau d'Orunia traverse la vallée, créant une cascade dans le parc. Il se jette dans le canal de Radunia au bord du parc. La vallée a été mise sous protection en 1999 afin de préserver sa nature, c’est-à-dire les flancs de la colline et la végétation.
Il y a deux étangs dans le parc: l'étang supérieur (plus grand) nourrit par le Canal d'Orunia et l'étang inférieur (plus petit). Ils sont reliés par un ruisseau.
Le parc a une superficie de 19 he.

### Collines
La zone du parc est entourée par les collines suivantes :
- au nord : la Montagne des Larmes, la Montagne d'Argile ;
- au sud : la Montagne des Cinq Frères.

Les collines font l'objet de plusieurs légendes locales. Sur les collines, il y a des blocs erratiques typiques pour les zones de fonte des glaciers.

## Nature
La vallée du canal d'Orunia, où se trouve le parc, se distingue des zones voisines par sa végétation. Il y a des plantes rares telles que la branche de fougère et des plantes strictement protégées : des arums tachetés, des campanules à larges feuilles et une hépatique : vestiges de l’écosystème forestier.
Parmi les plantes plus communes, on peut y trouver des espèces de printemps: l'anémone sylvie et jaune, la gagée jaune et la gagée des prés et la corydale frêle. En outre, il existe de nombreuses espèces de champignons dans le parc.

### Peuplement forestier
Les collines du parc sont recouvertes de hêtres dont les plus récents datent du XIXe siècle. Dans le jardin, il y a aussi des chênes, des aulnes et des limes. Les saules pleureurs poussent au-dessus des réservoirs d'eau. Dans les années 1840, une allée de quarante tilleuls a été plantée dans le parc, allant du manoir du parc à l'étang supérieur. Dans le parc, il y avait une fois un tilleul, dont l'âge était estimé à 400 ans en 1906. Selon la légende d'avant-guerre, il aurait été planté par la reine Marie-Casimire-Louise de La Grange d'Arquien.

### Monuments naturels
Les monuments naturels juridiquement protégés, situés dans le parc :
| Objet                      | Hauteur | Contour | Numéro de registre |
| Tilleul à petites feuilles | 20 m    | 328 cm  | 1 098              |
| Hêtre commun               | 20 m    | 328 cm  | 1 099              |
| Fagus sylvatica            | 26 m    | 290 cm  | 1 100              |
| Chêne rouvre               | 25 m    | 356 cm  | 1 101              |
| Bloc erratique             | 1,30 m  | 672 cm  | 1 133              |

## Histoire

### Création
Au cours des siècles, Orunia était un lieu de repos pour les bourgeois de Gdańsk. Il y avait des manoirs suburbains. À la fin du XVIe siècle, il y avait un manoir de chasse qui figurait déjà sur la carte à partir de 1599. Ses premiers propriétaires étaient les frères Tewes, plus tard le conseiller de Gdańsk, Michał Kerl. Au début du XVIIe siècle, le manoir était confié au maire de Gdańsk, Bartłomiej Schachmann. Il a donné à cet endroit son aspect d’un jardin de palais. Les étangs et les ruisseaux ont été créés de son initiative.
En 1630, le maire de Gdańsk, Johann Zierenberg, est devenu le propriétaire du jardin. La résidence du parc est devenue un lieu de rencontre des artistes et de l’élite. Le parc lui-même a pris les traits du jardin de la Renaissance, avec des vastes parterres de fleurs arrangés de manière géométrique.

### Age d'or
À la fin du XVIIe siècle, le parc est devenu la propriété de l’armateur de Gdansk, Albrecht Groddecki. En 1698, Auguste II y a passé la nuit. En 1734, lors du siège russe de Gdańsk, il s’y trouvait le siège du maréchal russe  Münnich. C'est également l’endroit où la capitulation de Gdansk a été signée. La famille de Groddecki possédait un parc dans les années 1685-1779.
En 1780, Gottfried Reyger, un botaniste de Gdańsk, est devenu le propriétaire du jardin. À cette époque, le parc a perdu ses traits de Renaissance au profit d’une organisation spatiale plus naturelle. Les points de vue panoramiques ont commencé à apparaître. Un jardin botanique a été arrangé. Des ananas, des agrumes et du café y étaient cultivés. Reyger, le membre de la Société de Recherche scientifique, effectuait des observations botaniques dans le jardin, en écrivant un traité sur Les plantes poussant autour de Gdańsk, dans lequel il a déterminé le moment de la floraison de 360 plantes.
En 1798, lors du voyage de Prusse à Berlin, Frédéric Guillaume III de Prusse a visité le parc.

### Conquête prussienne
En 1803, Edward Solly, un marchand anglais, a acheté le palais et le parc. En 1807. Gdańsk a été repris par les Français, ce qui a obligé le propriétaire à partir. Le prochain propriétaire c’était Mateusz Józef Hanneman. En 1813, lors des guerres napoléoniennes, les Français y ont combattu avec les Russes, ce qui a mené à la dévastation du parc. Une des collines du parc tire son nom de cet événement - la Montagne des Larmes (Góra Łez).
Après cet événement, le parc a passé entre les mains du marchand de Gdansk, Frederic Hoene. A cette époque, il a acquis des traits romantiques. Hoene a restauré le jardin et a reconstruit le manoir. Pendant cette période, entre les deux étangs, il y avait un troisième étang plus petit dans lequel on a probablement cultivé des poissons décoratifs.

### Époque contemporaine
En 1918, la fille du propriétaire Emilia Hoene a légué le jardin privé à la ville de Gdańsk.. Dans l'entre-deux-guerres, le festival était organisé en été, pendant les fêtes de la Saint-Jean, avec la participation de la musique orchestrale. En 1933, Orunia et le parc étaient inclus dans les frontières administratives de Gdańsk.
Après la Seconde Guerre mondiale, le jardin est devenu la propriété du Trésor public.. Dans les années 50, une maison de retraite a été ouverte dans le manoir du parc, et plus tard l’École maternelle no 9 qui fonctionne jusqu'aujourd'hui. Dans les années 1974-1979, le parc a été revitalisé. Les travaux ont été gérés par le Bureau d'études d'ingénierie municipale à Gdańsk. La mise en œuvre a été effectué par l'Entreprise municipale pour la construction et la conservation des espaces verts. Le projet rappelait un peu les traits du parc du XIXe siècle, les allées étaient recouvertes d'asphalte, des treillages étaient construits et l’éclairage était installé. Des sculptures d’Alfons Łosowski ont été placées dans le jardin.
En 1980, un collecteur d'eaux usées a été construit au milieu du parc à 8 mètres sous terre pour le quartier du Sud. L'expertise de scientifiques de l'université de Gdansk a montré que ces travaux avaient entraîné l’abaissement de la nappe phréatique dans l’étang supérieur, ce qui accélérait la mort des arbres.
9 juillet 2001, Orunia a été inondé. Le plus grand étang a débordé, en brisant le rivage. Quelques années plus tard, les traces des inondations avaient disparu. En 2009, le processus de restauration du parc au XIXe siècle a commencé.
En 2017, le terrain de jeux pour les enfants, situé à proximité immédiate du parc, a été mis en service. Alors, la revitalisation du parc, ayant commencé en 2014, a été achevée. Après la revitalisation, l'amphithéâtre a été construit, les surfaces des allées et leur éclairage ont été rénovés. Selon les résultats du vote sur le budget civile pour 2018, une tour d'observation doit être construite sur le territoire du parc.

## La culture tatare
Le bâtiment situé dans le parc est le siège du Centre national de la culture tatare de la République de Pologne. Il fait partie de l'Union tatare de la République de Pologne. L'organisation a pour but de rassembler les citoyens polonais d'origine tatare et de s'occuper de leur histoire de plus de 600 ans et de la culture  tatares polonaises,.
Dans le Centre culturel tatare il y a une exposition sur l'histoire des Tatares de la République de Pologne et une petite mosquée avec  une médersa.
Le 25 novembre 2010, le président Bronisław Komorowski a dévoilé dans le parc un monument commémoratif d’un « Tatare de la République ».

## Installations
- Le manoir d'Orunia (École maternelle no 9)[12]
- Le Centre National des Tatares de la République, ainsi que leur monument[13]
- L’ancien bâtiment de l’écurie[12]
- La glacière de XVIIe siècle[12]